# Neopachylopus kochi
Neopachylopus kochi är en skalbaggsart som beskrevs av Thérond 1963. Neopachylopus kochi ingår i släktet Neopachylopus och familjen stumpbaggar. Inga underarter finns listade i Catalogue of Life.